# Zygmunt Nowicki (prawnik)
Zygmunt Nowicki (ur. 22 listopada 1867 w Pskowie, zm. 25 września 1941 w Warszawie) – polski prawnik, urzędnik sądowy, konsularny, działacz ludowy i społeczny, senator.

## Życiorys
Syn Józefa i Marii z domu Sawickiej. Ukończył gimnazjum w Dorpacie (1887), studiował prawo na uniwersytetach w Petersburgu i Odessie, który ukończył w 1889. W latach 90. przebywał w Turkiestanie. Był sędzią pokoju na Sachalinie (1900-), członkiem sądu okręgowego we Władywostoku (1902-), adwokatem, naczelnikiem wydziału prawnego budowy amurskiej kolei żelaznej (ros. Амурская железная дорога) w Czycie (1909-). W 1911 powrócił do Polski, gdzie prowadził gospodarstwo rolne w ówczesnych Słomniczkach pod Krakowem kontynuując działalność adwokacką.
Działacz Narodowej Rady Okręgowej Ziemi Kieleckiej. Członek Centralnego Komitetu Narodowego w Warszawie (VII 1916 – V 1917).
Departament Sprawiedliwości Rady Regencyjnej powołał go na funkcję prezesa Sądu Okręgowego w Kielcach (1917–1919), był szefem sekcji osobowo-organizacyjnej w Ministerstwie Sprawiedliwości (1919-), a następnie przeszedł do służby zagranicznej, gdzie pełnił funkcję pierwszego konsula generalnego RP w Chicago (1920–1922). Senator II RP I kadencji (1922–1927). Następnie prowadził praktykę notarialną w Warszawie.
Pochowany został na Cmentarzu Wawrzyszewskim w Warszawie.

## Ordery i odznaczenia
- Złoty Krzyż Zasługi (1939)[4]
- Krzyż Niepodległości (1931)
- Krzyż Kawalerski Orderu Odrodzenia Polski

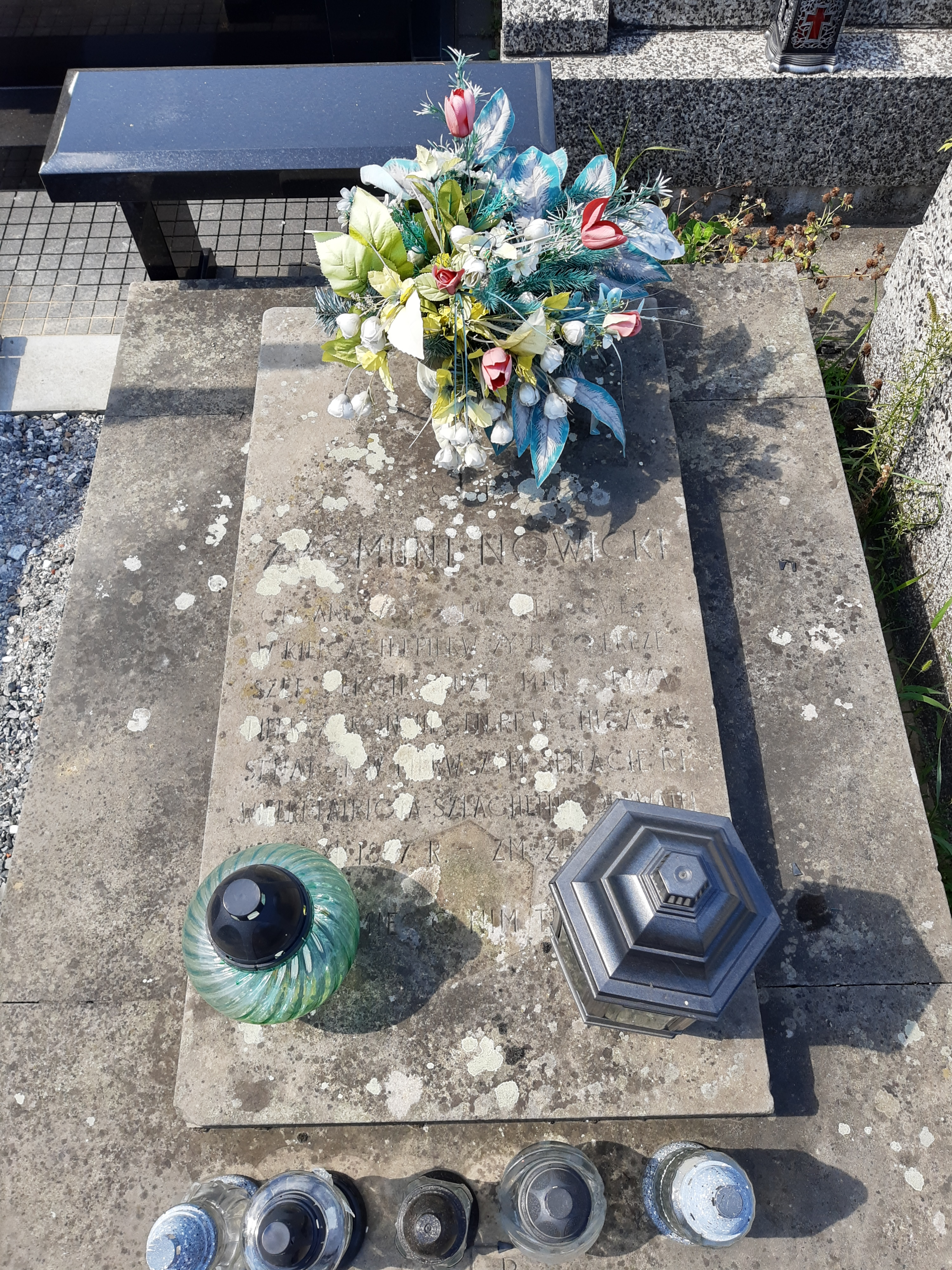
Grób Zygmunta Nowickiego na Cmentarzu Wawrzyszewskim